# 보이치에흐 코발레프스키
보이치에흐 코발레프스키(폴란드어: Wojciech Kowalewski ˈvɔjt͡ɕɛx kɔvaˈlɛfskʲi[*], 1977년 5월 11일, 포들라스키에 주 비아위스토크 ~)는 전직 폴란드의 축구 골키퍼이다.

## 클럽 경력
코발레프스키는 1996-97 시즌에 비그리 수바우키에서 1부 리그 신고식을 치렀지만, 2001-02 시즌에 2부 리그의 디스코볼라 그로지스크를 거쳐서 레기아 바르샤바에 입성했다. 그는 시즌 중도에 샤흐타르 도네츠크로 이적해 9번의 리그 경기에서 1골만 내주고, 소속 구단의 사상 첫 우크라이나 리그 우승에 일조했다.
2003년 6월에 우선 임대로 스파르타크 모스크바로 합류했던 코발레프스키는 2003년 11월 7일에 스파르타크 모스크바와 5년 계약을 맺었다. 2007년 말, 스티페 플레티코사에게 주전 수문장 자리를 내준 그는 구단에 이적 요청을 했다. 2007년 12월, 스파르타크는 그와 상호 계약을 해지했다. 당시, 그는 스파르타크 모스크바 경기에 1년 가까이 출전하지 못했다.
2008년 1월 17일, 코발레프스키는 프리미어리그의 레딩에서 입단 시험을 보는 것으로 밝혀졌다. 2008년 2월 3일, 코발레프스키는 폴란드의 코로나 키엘체와 3년 계약을 맺었다.
코발레프스키는 페널티킥 선방에 능한 노련한 선수로 정평이 났는데, 그는 토르페도 모스크바의 블라디미르 레온첸코가 세운 13회 연속 페널티킥 선방 기록을 경신했다. 그는 레기아 바르샤바의 주시를 받았지만, 러시아 프리미어리그 승격 새내기 시비리 노보시비르스크로 이적했다.

## 국가대표팀 경력
코발레프스키는 2002년 2월에 폴란드 국가대표팀 첫 경기를 치렀지만, 출장 기회가 드물었고, 유로 2008 예선을 치를때 쯤 재차출되었다. 그는 2006년 10월 11일에 포르투갈전에서 경고 누적으로 퇴장당한 아르투르 보루츠를 대신해 골문을 지켰다. 폴란드는 이 경기를 2-1로 이겼다.
코발레프스키는 등부상으로 낙마가 확정된 맨체스터 유나이티드의 골키퍼 토마시 쿠슈차크를 대신해 폴란드의 유로 2008 최종 명단에 이름을 올렸다.
2009년 9월, 스테판 마예프스키 감독은 체코와 슬로바키아와의 2010년 월드컵 예선전을 치르기 위해 그를 차출했다. 그는 체코전에 선발로 출전했는데, 2009년 10월 10일에 열린 이 경기에서 0-2로 패하면서 대회 본선 진출이 사실상 물거품이 되었다.

### 국가대표팀 통계
| 국가대표팀 | 연도 | 출장 | 실점 | 무실점 |
| ---------- | ---- | ---- | ---- | ------ |
| 폴란드     | 2002 | 3    | 0    | 3      |
| 폴란드     | 2003 | 0    | 0    | 0      |
| 폴란드     | 2004 | 1    | 0    | 1      |
| 폴란드     | 2005 | 2    | 3    | 0      |
| 폴란드     | 2006 | 3    | 2    | 1      |
| 폴란드     | 2007 | 1    | 0    | 1      |
| 폴란드     | 2008 | 0    | 0    | 0      |
| 폴란드     | 2009 | 1    | 2    | 0      |
| 합계       | 합계 | 11   | 7    | 6      |

## 기타
유로 2008에서 쿠슈차크의 부상으로 급히 차출된 코발레프스키는 폴란드 대표의 정식 통과증이 없어서, 독일과의 경기일에 클라겐푸르트의 뵈르터제 슈타디온에 입장하기 위해 동료 마리우시 레반도프스키의 유럽 축구 연맹 신분증을 빌려야 했다.